# Єрмаков Сергій Сидорович
Сергій Сидорович Єрмаков (нар. 8 березня 1950 року, село Охоче, Нововодолазький район, Харківська область) — український учений у галузі фізичного виховання та спорту, майстер спорту з волейболу, доктор педагогічних наук, професор, академік Української академії наук.

## Біографія
Народився в селі Охоче Нововодолазького району Харківської області. Закінчив Токмацький механічний технікум (1969).
У 1971—1977 роках навчався у Харківському автомобільно-дорожньому інституті за спеціальністю «Автомобільний транспорт», здобув кваліфікацію інженера-механіка. Згодом закінчив Харківський державний педагогічний інститут за спеціальністю «Фізичне виховання», кваліфікація вчитель фізичної культури (1981).
У 1987—1990 роках навчався в аспірантурі Державного центрального інституту фізичної культури (м. Москва). Захистив кандидатську дисертацію «Структура основних технічних прийомів гри в волейбол як система ударних рухів [Архівовано 11 листопада 2017 у Wayback Machine.]». Кандидат педагогічних наук (1991).
Захистив докторську дисертацію «Навчання техніці ударних рухів у спортивних іграх на основі їх комп'ютерних моделей та нових тренажерних пристроїв [Архівовано 12 листопада 2017 у Wayback Machine.]» у спеціалізованій вченій раді Українського державного університету фізичного виховання і спорту. Доктор педагогічних наук (1997).
В 2004 році обрано академіком Української академії наук.

### Спортивна кар'єра
У дитинстві грав за команду сільської школи. Продовжував грати у волейбол у технікумі. Після призову в армію потрапив у спортивний клуб армії «Одеса», де почав займатися професійним волейболом (1969). Першим тренером був Григорій Верх.
У Харкові грав за команду ДБК-1, яку тренував Володимир Пономаренко. Увійшов до першого складу волейбольного клубу «Локомотив» (1973).
Майстер спорту СРСР з волейболу (1975).
Бронзовий призер першості СРСР 1978 року у складі «Локомотива», багаторазовий чемпіон і призер першості України, володар Кубка України, фіналіст Кубка СРСР (1973—1980 роки).
Завершив спортивну кар'єру в 30 років та почав займатися наукою.
Учасник національних і міжнародних змагань з волейболу серед ветеранів. Капітан збірної команди ветеранів волейболу України (1992—2002). Багаторазовий чемпіон і призер Кубка України, чемпіон світу 2000 і 2004 років серед ветеранів, чемпіон всесвітніх ігор ветеранів у Сіднеї (2009).

### Професійна діяльність
У 1980—1984 роках працював учителем фізичної культури середньої школи № 3 м. Харків, у 1984—1994 — старшим викладачем кафедри фізичного виховання Інституту інженерного залізничного транспорту. 
З 1994 року працює у Харківському художньо-промисловому інституті. Завідував кафедрою фізичного виховання (з 1994). Обіймав посаду проректора з наукової роботи та міжнародних зв'язків (з 2001). Викладає на кафедрі фізичного виховання.
У 1998—2009 роках працював у Харківській державній академії фізичної культури професором кафедри спортивних ігор, спортивних єдиноборств.
Зараз працює в Харківському національному педагогічному університеті імені Г. С. Сковороди. Очолює центр комерціалізації науки і трансферу технологій. Є професором кафедри теорії та методики фізичного виховання, оздоровчої та лікувальної фізичної культури.
Відмінник освіти України (2001), переможець обласного конкурсу серед вищих навчальних закладів «Освіта Харківщини — кращі імена» 2001 року в номінації «Кращий завідувач кафедри фізичного виховання».
Нагороджений знаком Міністерства освіти і науки України «За наукові досягнення» (2006) та грамотою МОН України (2007).

## Громадська робота
Голова експертної ради ВАК України (2006—2010), член Президії Олімпійської академії України (2002—2007), член науково-координаційної ради Міністерства України у справах сім'ї, молоді та спорту, член науково-методичної комісії Національної федерації волейболу України, академік Української академії наук.

## Наукова робота
Основні напрямки наукових досліджень — біомеханіка рухів, впровадження нових тренажерних пристроїв, комп'ютерних технологій у спортивних іграх.
Автор понад 300 наукових праць, серед яких: навчальні посібники «Волейбол: игры мастеров Украины» (1998), «Техника ударов лучших волейболистов России» (2000), «Тренажеры в волейболе» (1999), «Техника игры лучших волейболистов мира» (2001), «Волейбол Харькова: 1925—2000 гг. [Архівовано 20 травня 2016 у Wayback Machine.]» (2004), "Тренажери в футболі (2005), монографії «Інформатизація вищої фізкультурної освіти: стан та перспективи» (2012), «Врачебно-педагогические наблюдения за футболистами во время учебно-тренировочных занятий» (2013), «Система современных технологий интегрального развития и укрепления здоровья людей разного возраста» (2017).
Має три авторські свідоцтва на винаходи та 12 патентів на промислові зразки.
Член спеціалізованих вчених рад із захисту докторських дисертацій Харківського національного педагогічного університету імені Г. С. Сковороди та Чернігівського національного педагогічного університету імені Т. Г. Шевченко.
Головний редактор наукових видань «Педагогіка, психологія та медико-біологічні проблеми фізичного виховання і спорту» та «Фізичне виховання студентів». Член редакційних колегій наукових видань «Актуальні проблеми фізичної культури і спорту», «Вісник Чернігівського державного педагогічного університету імені Т. Г. Шевченка. Серія: Фізичне виховання та спорт», «Концепція розвитку галузі фізичного виховання і спорту в Україні», «Слобожанський науково-спортивний вісник», «Теорія та методика фізичного виховання».